# ریتگن
ریتگن (به آلمانی: Riethgen) یک شهر در آلمان است که در زومردا واقع شده‌است. ریتگن ۲۷۲ نفر جمعیت دارد.